# Meerestier

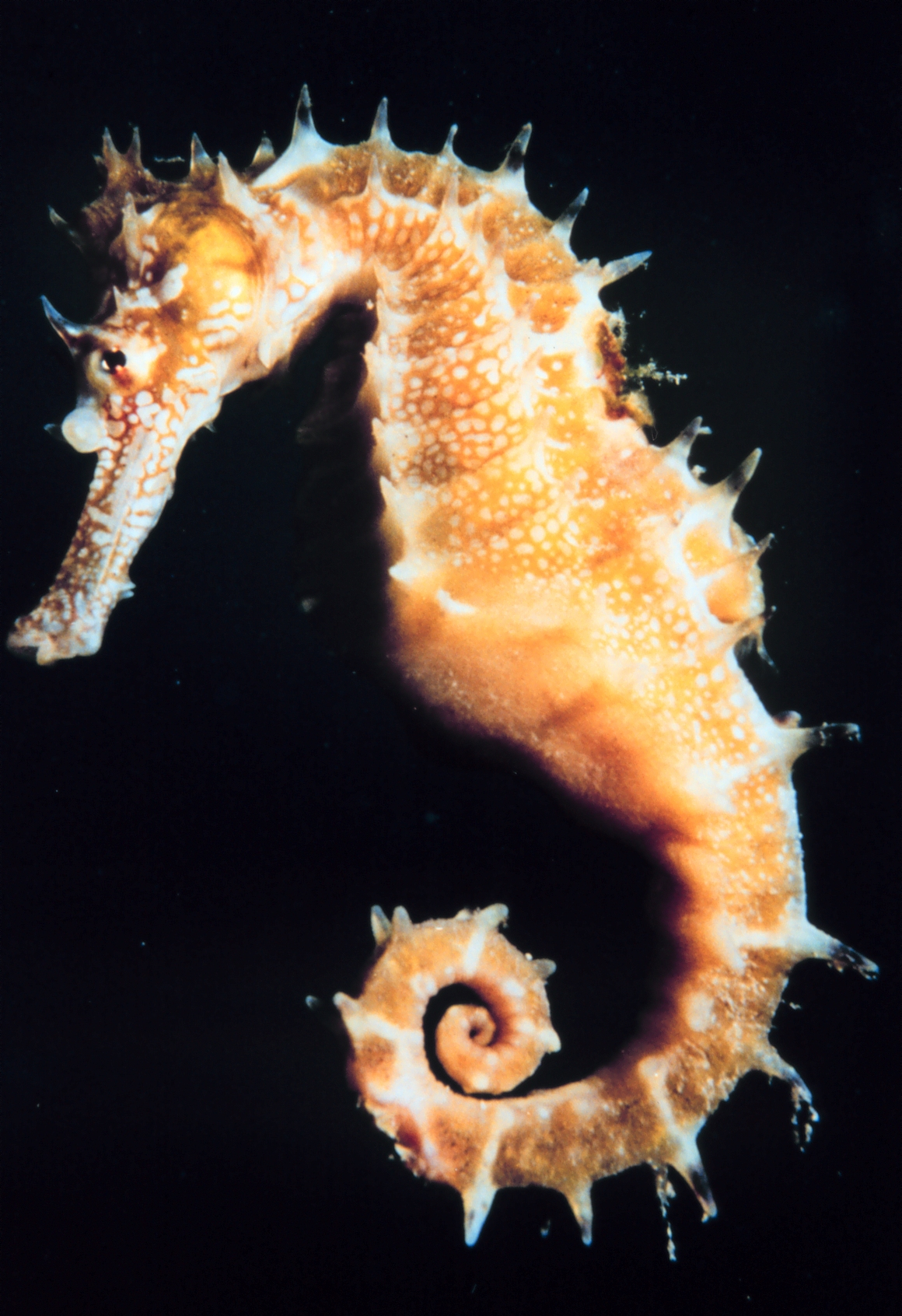
Seepferdchen

Ein Meerestier ist ein Tier, dessen hauptsächlicher Lebensraum das Ökosystem Meer ist. Der Begriff bezeichnet keine natürliche Verwandtschaftsgruppe (Taxon) im Sinne der biologischen Systematik, sondern ist eine Sammelbezeichnung für Tiere, welche dem marinen Plankton, Nekton oder Benthon angehören. Im weiteren Sinn gehören auch bestimmte Seevögel (z. B. Pinguine), Wasserschildkröten und Robben, deren Jungen an Land zur Welt kommen, zu den Meerestieren.
Es wird allgemein davon ausgegangen, dass das Leben im Meer entstanden ist und sich die Lebewesen zunächst nur in diesem Lebensraum mit seinen physikalisch relativ homogenen Bedingungen ausgebreitet haben. 
Viele der heute das Meer bewohnenden Arten sind nicht dort entstanden, sondern stammen von Formen ab, die vom Land (z. B. Wale) oder aus dem Süßwasser (z. B. Echte Knochenfische (Teleostei)) eingewandert sind und sich sekundär an ein Leben im Meer angepasst haben.

## Statistiken
Von den rund 8,7 Millionen Arten von Organismen sind circa 2,2 Millionen Meerestiere. Nur  12 Prozent der Meerestiere sind Fische. Krustentiere machen ein Fünftel der beschriebenen Arten aus. Den größten Anteil der unter Wasser lebenden Lebewesen stellen jedoch die Meeresmikroben dar. Forscher gehen davon aus, dass es mehrere Milliarden Mikrobenarten gibt, die noch entdeckt werden müssen. Das Vorkommen größerer Meerestierarten sind nach Forschungen seit Beginn der Aufzeichnung um durchschnittlich rund 90 Prozent zurückgegangen. Die Jagd auf den Blauflossenthunfisch in der Nordsee hat dazu geführt, dass zu Beginn der 1960er Jahre diese Region leer gefischt war. Bis heute ist das Vorkommen des Blauflossenthunfisches in der Nordsee selten. Etwa 100.000 Meereslebewesen pro Jahr verenden am Plastikmüll in den Ozeanen, weil sie den Abfall mit Futter verwechseln und fressen. Sie fühlen sich satt, verhungern jedoch schließlich mit müllgefülltem Magen.

## Beispiele
Nachfolgend sind einige Gruppen von Meerestieren und die Stämme aufgeführt, zu denen die Gruppen systematisch gehören:

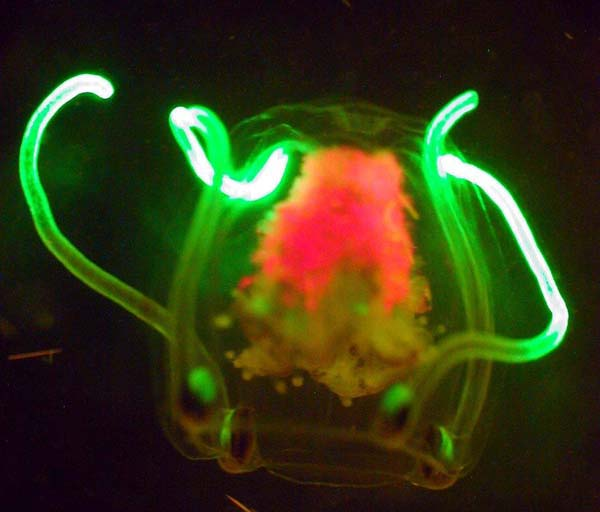
Leuchtende Qualle

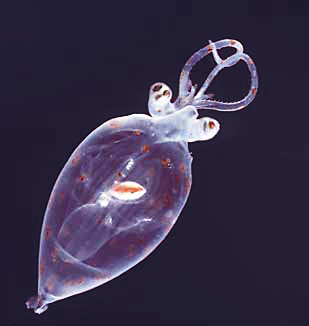
Junger Gallertkalmar

Marines Nekton: Ein Schwarm Atlantischer Heringe (Clupea harengus)

- Schwämme
- Nesseltiere:
  - Quallen
  - Korallen
  - Seeanemonen
- Ringelwürmer:
  - Wattwurm
  - Bartwürmer
- Weichtiere:
  - Muscheln
  - Meeresschnecken
  - Tintenfische
- Gliederfüßer:
  - Pfeilschwanz„krebse“
  - Krebse
- Stachelhäuter:
  - Seesterne
  - Seeigel
  - Seegurken

- Wirbeltiere:
  - Fische
  - Seeschlangen
  - Ichthyosaurier (fossil)
  - Meeressäuger

## Siehe auch

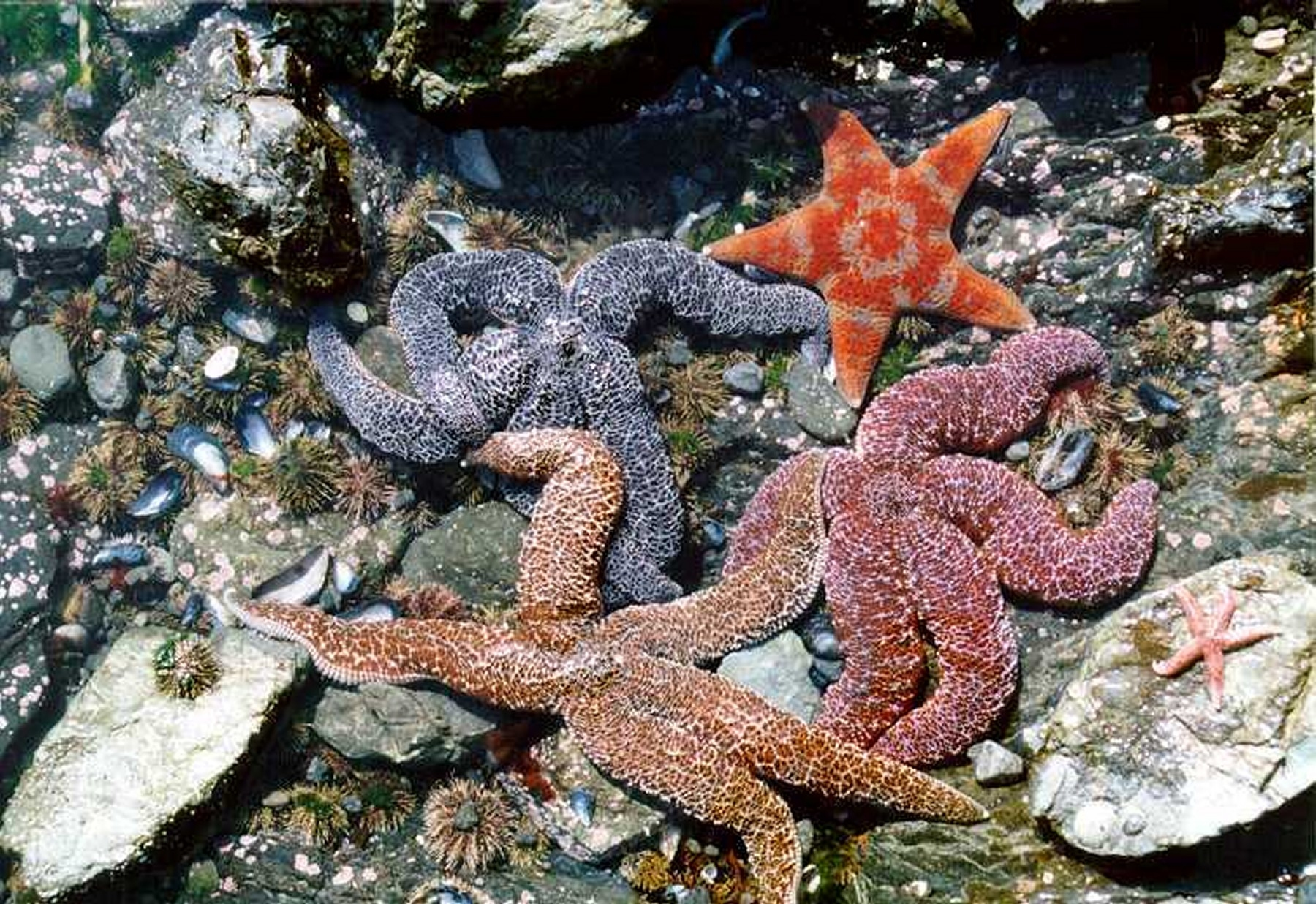
Verschiedene Seesterne